# Liste der Träger des Saskatchewan Order of Merit
In dieser Liste sind die Träger des Saskatchewan Order of Merit chronologisch aufgeführt.
| Inhaltsverzeichnis: 1985 • 1986 • 1987 • 1988 • 1989 • 1990 • 1991 • 1992 • 1993 • 1994 • 1995 • 1996 • 1997 • 1998 • 1999 • 2000 • 2001 • 2002 • 2003 • 2004 • 2005 • 2006 • 2007 • 2008 • 2009 • 2010 • 2011 • 2012 • 2013 • 2014 • 2015 • 2016 • 2017 • 2018 • 2019 • 2020 • 2021 • 2022 • Weblinks |

## 1985
- Hilda Allen, C.D.A. (1906–1986)
- Mildred Baldwin (1908–1999)
- Jacob A. Brown, C.M. (1926–1992)
- Tommy C. Douglas, P.C., C.C. (1904–1986)
- Frederick J. Gathercole (1908–1993)
- Allen Sapp, O.C.
- George C. Solomon, C.M. (1913–1994)
- Phyllis L. Steele, C.M. (1910–1988)

## 1986
- Saul Cohen (1921–2008)
- Sylvia O. Fedoruk, O.C. (1927–2012)
- Lyell A. Gustin (1895–1988)
- Christian T. Sutter, C.M.
- Phyllis Airth Tinney (1942–2004)

## 1987
- John H. Archer, O.C. (1914–2004)
- Angus Bear (1907–1988)
- Dorothy Knowles, C.M.
- Ted Ohlsen
- Lillian Seifert (1911–1998)

## 1988
- E.M. Culliton, C.C., Q.C., D.C.L. (1906–1991)
- Marguerite Gallaway, C.M.
- Violet Margaret Jackson Hoag (1911–2000)
- W. Harold Horner (1911–2007)
- Alpha Lafond (1926–2000)
- George H. Morris, O.C. (1904–1989)

## 1989
- E.N. (Ted) Azevedo (1916–2004)
- Willa A. Haughton (1908–2004)
- Edward A. Rawlinson, F.C.A. (1917–1992)
- Anne Szumigalski (1922–1999)
- Arthur L. Wallman

## 1990
- Frederick T. Cenaiko, C.M.
- Reta Cowley (1910–2004)
- Burton M. Craig (1918–1997)
- Walter C. Nelson
- Ann M. Sudom

## 1991
- Ronald De Pauw, C.M.
- Yvonne Hassett
- Louis Horlick, O.C.
- Frederick William Johnson, O.C., Q.C. (1917–1993)
- Annie Johnstone (1899–1994)
- Emmie Oddie, C.M.

## 1992
- George R. Bothwell (1916–1996)
- Chief Samuel Bunnie (1945–2004)
- John V. Hicks (1907–1999)
- C. Stuart Houston, O.C.
- Ida M. Petterson (1912–1999)

## 1993
- Marjorie Sinclair Butterworth (1902–2004)
- David G. Greyeyes, C.M. (1914–1996)
- Orville K. Hjertaas, C.M. (1917–1998)
- Ruth Pawson (1908–1994)
- Earl W. Peters (1910–1993)
- Ali H. Rajput, O.C.

## 1994
- Robert R. Ferguson, C.M. (1917–2006)
- Christine (Willy) Hodgson, C.M. (1935–2003)
- George F. Ledingham (1911–2006)
- William Perehudoff, C.M.
- William A. Riddell, O.C. (1905–2000)
- Carole Sanderson, C.M.
- Jack Wiebe per Amt

## 1995
- Lloyd I. Barber, C.C.
- Elisabeth H. Pasztor Brandt (1922–1999)
- Robert R. Ogle, O.C. (1928–1998)
- Victor H. Pearsall
- Theresa Stevenson, C.M.
- Edward K. (Ted) Turner, C.M.

## 1996
- Angus R. Campbell, C.M. (1917–2002)
- Howard Leyton-Brown, C.M., D.F.C.
- Morris C. Shumiatcher, O.C., S.J.D., Q.C. (1917–2004)
- J.W.T Spinks, C.C., M.B.E. (1908–1997)
- Tillie Taylor

## 1997
- Boyd M. Anderson, C.M.
- Margaret Belcher (1920–2003)
- Carol Gay Bell
- Victor Cicansky
- Stirling McDowell (1931–2002)
- R. Ross Pinder (1918–2004)

## 1998
- Isabelle Butters, C.M.
- Constantine A. Campbell, C.M.
- Roger C. Carter, O.C., Q.C. (1922–2009)
- John Green, C.M., Q.C. (1915–2007)
- Savella Stechishin, C.M., D.C.L. (1904–2002)

## 1999
- Marc A. Baltzan, O.C. (1929–2005)
- Frederick W. Hill, C.M., D.F.C. (1920–2008)
- Gordon S. MacMurchy (1925–2005)
- H. Frances Morrison
- Pamela D. Wallin, O.C.
- Stephen Worobetz, O.C., M.C. (1914–2006)
- Clifford E. Wright, O.C.

## 2000
- Allan E. Blakeney, P.C., O.C., F.R.S.C., Q.C., D.C.L. (1925–2011)
- Lorne E. Dietrick (1915–2005)
- Bill Hanson
- Robert N. Hinitt, C.M.
- Ruth Horlick
- Krishna Kumar
- Sandra Schmirler (posthum) (1963–2000)
- Fred L. Wagman

## 2001
- Lynda M. Haverstock, C.M.
- Prince of Wales, K.G., K.T., G.C.B., O.M., C.D., A.D.C., Ehrenmitglied
- Neil Jahnke
- Lalita Malhotra, C.M.
- M.L. (Peggy) McKercher, C.M.
- Kenneth Mitchell, C.M.
- Geoffrey Pawson, C.M.
- Jacqui Shumiatcher
- Ernest G. Walker, C.M.

## 2002
- Nahid Ahmad
- Joseph (Joe) Fafard, O.C.
- Claude Petit, C.M., C.D.
- Roger Phillips, O.C., F.Inst.P.
- William (Bill) Small (1927–2010)
- Charles (Red) Williams, C.M.

## 2003
- Lorne Babiuk, O.C.
- Margaret Cugnet
- Bernard Michel
- Roy J. Romanow, P.C., O.C., Q.C., D.U.
- Jack Sures, C.M.
- Guy Vanderhaeghe, O.C.

## 2004
- Byrna Barclay
- Lorne Carrier
- Dennis Kendel
- John McLeod
- Suzanne Claire Olaski
- Rajendra Sharma
- Gordon Staseson, C.M.

## 2005
- Freda Ahenakew, C.M.
- Donald Black, C.M.
- Maria Campbell, O.C.
- Irène Fournier Chabot, C.M.
- James Dosman
- Bryan Harvey, O.C.
- Lusia Pavlychenko
- Joseph Pettick, F.R.A.I.C. (1924–2010)
- Garnet (Sam) Richardson
- John Francis (Frank) Roy
- Aruna (Annu) Lakdawala Thakur
- James Vernon Weisgerber

## 2006
- Gordon L. Barnhart per Amt
- Edward, Earl of Wessex, K.G., K.C.V.O., A.D.C., Ehrenmitglied
- Calvin D. Abrahamson, O.C., C.D.A.
- Anna G. Ingham, C.M.
- David L. Kaplan, C.M.
- Lester D. Lafond
- William A. Waiser, F.R.S.C.

## 2007
- Walter H. Farquharson,
- Michael Jackson, C.V.O., C.D.
- Donald C. Kerr
- Reuben J. Mapletoft
- James V. (Jim) Scarrow
- Cora F. Thomson
- Brian D. Towriss

## 2008
- Edward D. Bayda, Q.C. (1931–2010)
- Eli Bornstein
- Elizabeth Brewster, C.M.
- Elder Antoine (Tony) Cote
- L. Irene Dubé
- Leslie D. Dubé
- Bob Ellard
- Gavin Semple

## 2009
- Casimir J. Broda
- Sharon A. Butala, O.C.
- Donald Grant Devine
- Elder Alma Kytwayhat
- Harold H. MacKay, O.C., Q.C.
- Jack MacKenzie
- David Millar
- Arne F. Petersen
- Linda K. Rudachyk
- Lorne Scott, C.M.
- William Shurniak
- Geoffrey Ursell

## 2010
- Maurice (Mo) Bundon
- Donald Edward Kramer
- Janice MacKinnon
- J. D. (Jack) Mollard, O.C.
- Elizabeth Raum
- Douglas A. Schmeiser, Q.C.
- Myrna F. Yuzicapi

## 2011
- Chief Darcy M. Bear
- Joseph L. Bourgault
- Edward F. G. Busse
- Ronald Carson
- Malcolm Jenkins
- Courtney Milne (posthum)
- Karim W. Nasser
- Shirley Schneider
- Ruth Smillie

## 2012
- Raymond E. Ahenakew
- Bruce W. Beatty, C.M., C.D. (posthum)
- Sandra Louise Birdsell, C.M.
- Barbara Keirnes Young
- W. Thomas Molloy, O.C., Q.C.
- Brian G. Rossnagel
- Vaughn Solomon Schofield per Amt
- David Thauberger, C.M.
- W. Brett Wilson, C.M.

## 2013
- Richard B. Baltzan, O.C.
- John V. Cross
- May Henderson
- Grant J. Kook
- James Miller
- George R. Reed, C.M.
- Arthur Wakabayashi, C.M.

## 2014
- Jack Brodsky
- Lorne Calvert
- Wilfred Arthur Keller
- Anne Luke
- William (Bill) McKnight
- Yvette Moore
- Victor Sawa
- Ellen Schmeiser
- David E. Smith, O.C.
- Henry Woolf

## 2016
- Jo Anne Bannatyne-Cugnet
- Valerie Creighton
- Steve Dechka
- Richard Keith Downey, O.C.
- Isabelle Impey
- George E. Lafond
- Eldon McIntyre
- Wilf Perreault
- Gordon Rawlinson, C.M.

## 2017
- Murad Al‐Katib
- June Avivi
- Martha Cole
- Roland Crowe
- Rod Gantefoer
- Paul J. Hill
- Robert D. Laing
- Roberta McKay
- Robert Mitchell (1936‐2016) (posthum)
- Brigadier General Clifford Walker

## 2018
- Perry Bellegarde
- Gail Bowen
- Robert Calder
- Maurice Delage
- W. Thomas Molloy per Amt
- Thelma Pepper
- Neil Richards (Posthum)

## 2019
- Don Atchinson
- Doug Cuthand
- Grit McCreath
- Lyn Goldman
- Russell Mirasty per Amt
- Andy Potter
- William F. Ready

## 2020
- Gordon Asmundson
- Rigmor Clarke
- Sally Elliott
- Gerald Grandey
- Donald Greve
- Lorne Hepworth
- Pamela Klein
- Silvia Martini
- Eloise Sitter
- Walter Streelasky